# ماتوزوماب
ماتوزوماب هو جسم مضاد وحيد النسيلة مأنسن يستخدم لعلاج الأورام.
أنتجته ميرك سيرونو [الإنجليزية] بالتعاون مع شركة تاكيدا الصيدلانية وأجريت عليه المرحلة الثانية من التجارب السريرية في أوائل القرن الحادي والعشرين في حالات سرطان القولون والرئة والمريء والمعدة.
في آب 2007، أعلنت ميرك سيرونو أن نتائج التجارب السريرية في سرطان القولون هي أقل من المرجو منها وقد تتوقف التجارب في هذا النوع من الأورام. وفي شباط 2008، توقفت كل التجارب بسبب النتائج غير المرضية.